# Ван Кузайн
В этом малайском имени фамилия (Ван) стоит перед личным именем.
Ван Кузайн бин Ван Камал (малайск. и англ. Wan Kuzain bin Wan Kamal; 14 сентября 1998, Карбондейл, Иллинойс, США) — американско-малайзийский футболист, опорный полузащитник клуба «Сент-Луис Сити 2».

## Биография

### Ранние годы
Кузайн родился в Карбондейле, штат Иллинойс, в семье выходцев из Малайзии, его отец доктор Ван Камал Напи — профессор Университета Южного Иллинойса в Карбондейле. Заниматься футболом начал в местной детской команде «Эс-ай-эф-си Форс». В возрасте 11 лет присоединился к системе академий «Сент-Луис Скотт Галлахер». В марте 2014 года тренировался в течение недели в академии роттердамского «Фейеноорда».

### Клубная карьера
В феврале 2016 года Кузайн участвовал в предсезонном сборе клуба USL «Сент-Луис», принадлежащего «Сент-Луис Скотт Галлахер». В мае «Сент-Луис» подписал Кузайна. За основной состав клуба он так и не сыграл, но провёл два матча за команду до 23 лет в Премьер-лиге развития.
В августе 2016 года Кузайн присоединился к академии клуба MLS «Спортинг Канзас-Сити», и 18-го числа того же месяца был включён в состав их фарм-клуба в USL «Своуп Парк Рейнджерс». Его дебют в USL состоялся в матче первого тура сезона 2017 против «Оклахома-Сити Энерджи» 25 марта. Полный профессиональный контракт СПР подписал с ним 11 июля 2017 года. 13 апреля 2018 года «Спортинг Канзас-Сити» подписал с Кузайном контракт доморощенного игрока. В MLS он дебютировал 27 мая в матче против «Коламбус Крю», выйдя на замену на 87-й минуте вместо Роджера Эспиносы. Неделю спустя, 3 июня, в матче против «Миннесоты Юнайтед» он забил свой первый гол в профессиональной карьере. Свой первый гол за «Своуп Парк Рейнджерс» он забил 24 июня в ворота «Лас-Вегас Лайтс». По окончании сезона 2020 «Спортинг КС» не стал продлевать контракт с Кузайном.
1 марта 2021 года Кузайн присоединился к клубу Чемпионшипа ЮСЛ «Рио-Гранде Валли Торос», подписав контракт на сезон 2021. За «Торос» дебютировал 1 мая в его стартовом матче сезона против «Нью-Мексико Юнайтед». 16 мая в матче против «Сан-Антонио» забил свой первый гол за «Торос».
7 февраля 2022 года Кузайн стал игроком клуба «Сент-Луис Сити 2» новообразованной лиги MLS Next Pro. Кузайн забил первый гол в истории MLS Next Pro, открыв счёт в дебютном матче лиги между «Сент-Луис Сити 2» и «Рочестер Нью-Йорк» 25 марта.

### Международная карьера
Кузайн имеет право представлять как США, так и Малайзию. В ноябре 2019 года Кузайн был вызван на тренировки сборной Малайзии до 22 лет перед Играми Юго-Восточной Азии 2019. Однако, попасть в состав сборной на игры не смог из-за проблем с документами.

## Статистика выступлений
| Выступление             | Выступление      | Выступление      | Лига | Лига | Плей-офф | Плей-офф | Кубок | Кубок | КОНКАКАФ | КОНКАКАФ | Итого | Итого |
| Клуб                    | Лига             | Сезон            | Игры | Голы | Игры     | Голы     | Игры  | Голы  | Игры     | Голы     | Игры  | Голы  |
| ----------------------- | ---------------- | ---------------- | ---- | ---- | -------- | -------- | ----- | ----- | -------- | -------- | ----- | ----- |
| Спортинг Канзас-Сити II | USLC             | 2016             | —    | —    | —        | —        | —     | —     | —        | —        | 0     | 0     |
| Спортинг Канзас-Сити II | USLC             | 2017             | 12   | 0    | 1        | 0        | —     | —     | —        | —        | 13    | 0     |
| Спортинг Канзас-Сити II | USLC             | 2018             | 20   | 3    | 2        | 1        | —     | —     | —        | —        | 22    | 4     |
| Спортинг Канзас-Сити II | USLC             | 2019             | 25   | 1    | —        | —        | —     | —     | —        | —        | 25    | 1     |
| Спортинг Канзас-Сити II | USLC             | 2020             | 1    | 0    | —        | —        | —     | —     | —        | —        | 1     | 0     |
| Спортинг Канзас-Сити II | Итого            | Итого            | 58   | 4    | 3        | 1        | —     | —     | —        | —        | 61    | 5     |
| Спортинг Канзас-Сити    | MLS              | 2018             | 6    | 1    | —        | —        | 2     | 0     | —        | —        | 8     | 1     |
| Спортинг Канзас-Сити    | MLS              | 2019             | 0    | 0    | —        | —        | 0     | 0     | —        | —        | 0     | 0     |
| Спортинг Канзас-Сити    | MLS              | 2020             | 0    | 0    | —        | —        | —     | —     | —        | —        | 0     | 0     |
| Спортинг Канзас-Сити    | Итого            | Итого            | 6    | 1    | —        | —        | 2     | 0     | —        | —        | 8     | 1     |
| Рио-Гранде Валли Торос  | USLC             | 2021             | 19   | 3    | 0        | 0        | —     | —     | —        | —        | 19    | 3     |
| Рио-Гранде Валли Торос  | Итого            | Итого            | 19   | 3    | 0        | 0        | —     | —     | —        | —        | 19    | 3     |
| Сент-Луис Сити 2        | MLS Next Pro     | 2022             | 10   | 2    | 0        | 0        | 2     | 1     | —        | —        | 12    | 3     |
| Сент-Луис Сити 2        | Итого            | Итого            | 10   | 2    | 0        | 0        | 2     | 1     | —        | —        | 12    | 3     |
| Всего за карьеру        | Всего за карьеру | Всего за карьеру | 93   | 10   | 3        | 1        | 4     | 1     | —        | —        | 100   | 12    |